# اسامه الحمادی
اسامه الحمادی (عربی: اسامه الحمادي؛ زادهٔ ۷ ژوئن ۱۹۷۵) بازیکن فوتبال اهل لیبی بود.
وی همچنین در تیم ملی فوتبال لیبی بازی کرده‌است.